# Pius Kerketta
Pius Kerketta SJ (* 11. März 1910 in Pithra, Britisch-Indien; † 20. Mai 1993) war ein indischer Ordensgeistlicher und römisch-katholischer Erzbischof von Ranchi.

## Leben
Pius Kerketta trat der Ordensgemeinschaft der Jesuiten bei und empfing am 21. November 1943 das Sakrament der Priesterweihe.
Am 7. März 1961 ernannte ihn Papst Johannes XXIII. zum Erzbischof von Ranchi. Papst Johannes XXIII. spendete ihm am 21. Mai desselben Jahres die Bischofsweihe; Mitkonsekratoren waren der Weihbischof in New York, Fulton John Sheen, und der Apostolische Vikar von al-Ubayyid, Edoardo Mason FSCJ.
Am 7. August 1985 nahm Papst Johannes Paul II. das von Pius Kerketta aus Altersgründen vorgebrachte Rücktrittsgesuch an.